# العلاقات البليزية المصرية
العلاقات البليزية المصرية هي العلاقات الثنائية التي تجمع بين بليز ومصر.

## مقارنة بين البلدين
هذه مقارنة عامة ومرجعية للدولتين:
| وجه المقارنة                                              | بليز         | مصر           |
| --------------------------------------------------------- | ------------ | ------------- |
| المساحة (كم2)                                             | 22.97 ألف    | 1.01 مليون    |
| عدد السكان (نسمة)                                         | 374.68 ألف   | 94.80 مليون   |
| الكثافة السكانية (ن./كم²)                                 | 16.31        | 93.86         |
| العاصمة                                                   | بلموبان      | القاهرة       |
| اللغة الرسمية                                             | لغة إنجليزية | اللغة العربية |
| العملة                                                    | دولار بليزي  | جنيه مصري     |
| الناتج المحلي الإجمالي (بليون دولار)                      | 1.84 مليار   | 235.37 مليار  |
| الناتج المحلي الإجمالي (تعادل القوة الشرائية) بليون دولار | 3.05 مليار   | 998.67 مليار  |
| الناتج المحلي الإجمالي الاسمي للفرد دولار أمريكي          | 4.88 ألف     | 3.61 ألف      |
| الناتج المحلي الإجمالي للفرد دولار أمريكي                 | 8.42 ألف     |               |
| مؤشر التنمية البشرية                                      | 0.715        | 0.690         |
| رمز المكالمات الدولي                                      | +501         | +20           |
| رمز الإنترنت                                              | .bz          | .eg، .مصر     |
| المنطقة الزمنية                                           | 00           | ت ع م+02:00   |

## منظمات دولية مشتركة
يشترك البلدان في عضوية مجموعة من المنظمات الدولية، منها:
| علم المنظمة | اسم المنظمة                        | تاريخ انضمام بليز | تاريخ انضمام مصر |
| ----------- | ---------------------------------- | ----------------- | ---------------- |
|             | مؤسسة التنمية الدولية              | 19 مارس 1982      | 26 أكتوبر 1960   |
|             | يونسكو                             | 10 مايو 1982      | 22 يناير 1947    |
|             | وكالة ضمان الاستثمار متعدد الأطراف | 29 يونيو 1992     | 12 أبريل 1988    |
|             | الأمم المتحدة                      | 25 سبتمبر 1981    | 24 أكتوبر 1945   |
|             | الفريق المعني برصد الأرض           | ?                 | فبراير 2005      |
|             | الاتحاد البريدي العالمي            | ?                 | ?                |
|             | البنك الدولي للإنشاء والتعمير      | 19 مارس 1982      | 27 ديسمبر 1945   |
|             | الاتحاد الدولي للاتصالات           | 16 ديسمبر 1981    | 9 ديسمبر 1876    |
|             | مؤسسة التمويل الدولية              | 19 مارس 1982      | 20 يوليو 1956    |
|             | منظمة التجارة العالمية             | ?                 | 30 يونيو 1995    |
|             | منظمة الشرطة الجنائية الدولية      | ?                 | 7 سبتمبر 1923    |

## وصلات خارجية
- موقع وزارة الخارجية البليزية
- موقع وزارة الخارجية المصرية